# Aleksandra Kovač

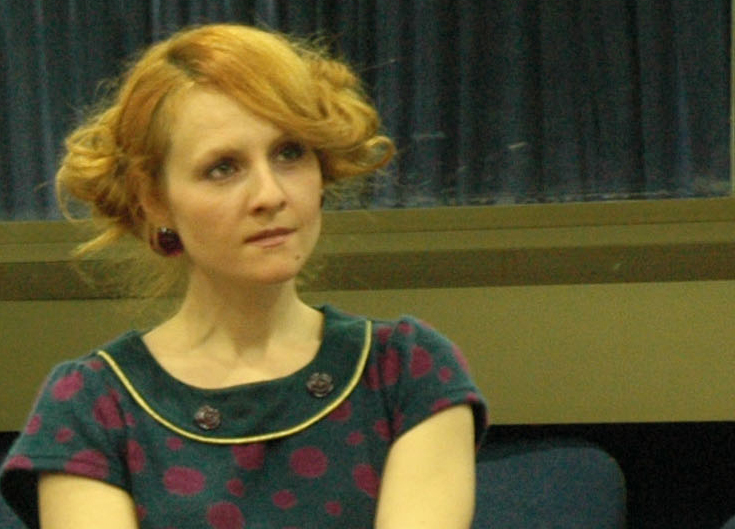
Aleksandra Kovač

Aleksandra Kovač (serbisch-kyrillisch Александра Ковач; * 1974 in Belgrad, SFR Jugoslawien) ist eine serbische Sängerin, Komponistin, Songschreiberin, Arrangeurin und Produzentin.

## Biografie
Sie ist die Tochter des serbischen Komponisten Kornelije Kovač. Aleksandra komponierte schon mit 15 ihre ersten Lieder und spielte dazu Klavier.
Sie gründete mit ihrer jüngeren Schwester Kristina die Band K2 und unterschrieben schon früh ihren ersten Plattenvertrag. Sie gingen nach London und starteten ihre erste Tournee als Vorgruppe von Labi Siffre.
Das Duo trat in zahlreichen bekannten Clubs in London auf.
1998 entschied sich Aleksandra für die Solokarriere, aber diesmal nicht nur als Sängerin und Komponistin, sondern auch als Arrangeurin und Produzentin.
Kovač wirkte an der Musik des Films Dara of Jasenovac (2020) mit.

## Diskografie
Soloalben
- 2001: You and Me
- 2006: Med i Mleko

## Auszeichnungen
- MTV Europe Music Award 2006 in Kopenhagen, in der Kategorie Best Adriatic Act